# Чорний Потік (притока Криничанки)
Чорний Потік (пол. Czarny Potok (dopływ Kryniczanki)) — гірська річка в Польщі, у Новосондецькому повіті Малопольського воєводства. Права притока Криничанки, (басейн Балтійського моря).

## Опис
Довжина річки 8,42 км, найкоротша відстань між витоком і гирлом — 5,79  км, коефіцієнт звивистості річки — 1,46 . Формується безіменними струмками та частково каналізована.

## Розташування
Бере початок на південно-східних схилах гори Букова (1077м) на висоті 1055 м (гміна Мушина). Тече переважно на південний схід і у курортному місті Криниця-Здруй впадає у річку Криничанку, праву притоку Мушинки.